# Грифонаж

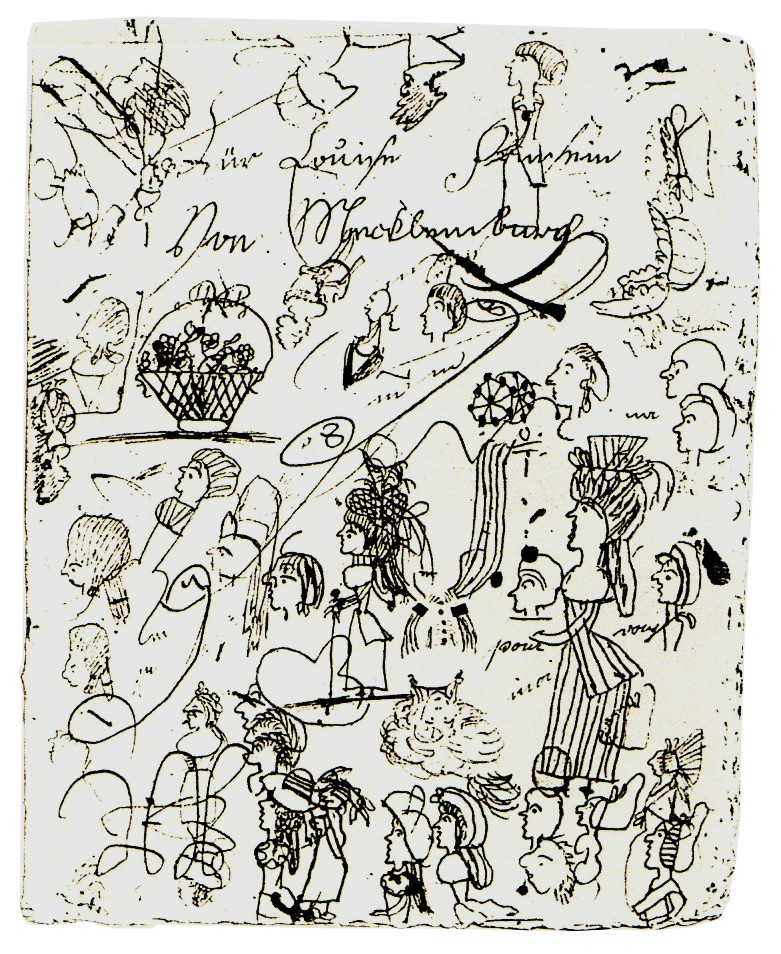
Рисунок Луизы фон Мекленбург-Стрелиц, королевы Пруссии, ок. 1795 г.

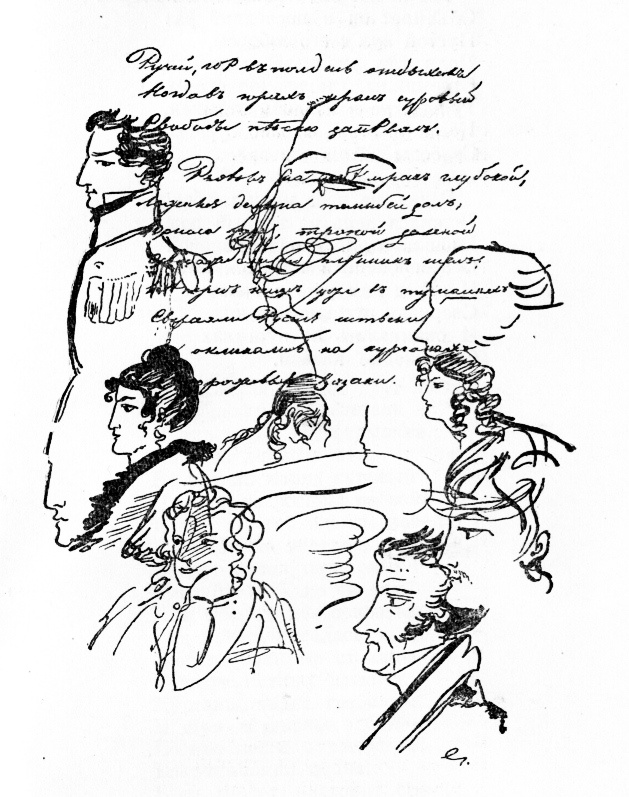
Типичная страница из рукописи Пушкина

Грифонаж (от фр. griffonage) — беглые наброски импровизационного свойства, создаваемые человеком несфокусированно или бессознательно, когда его внимание занято какими-то другими вопросами.
Среди таких набросков встречаются как простые рисунки, имеющие какой-то конкретный смысл и форму, так и абстрактные фигуры. Авторами часто бывают школьники или студенты, рисующие их в школьных тетрадях, часто скрытно, когда задумываются или скучают во время занятий. Некоторые люди рисуют фигуры во время долгих телефонных разговоров, если под рукой есть бумага и какая-либо письменная принадлежность.
На грифонажных рисунках встречаются изображения (шаржи) преподавателей и однокашников рисующего (часто только их голов), персонажей комиксов и мультфильмов, придуманных рисующим вымышленных существ, несложные пейзажи и их детали, разнообразные геометрические формы, узоры, текстуры и так далее.
Такого рода рисунки известны с древнейших времён. Английское название «doodle» известно с XVII века и первоначально означало «простак» или «дурак»; его этимология может быть связана с немецкими словами «Dudeltopf» и «Dudeldop», означающими ночной колпак. В русском языке есть слово «каракули», обозначающее нечётко выведенные буквы. В словаре Ушакова указано, что оно происходит от тюркских слов «kara» — «чёрный» и «kol» — «рука», «почерк». В словаре Даля слово «каракуля» употребляется в значении «кривое, изломистое дерево».
Среди известных писателей, любивших рисовать на полях своих рукописей, — Александр Сергеевич Пушкин, Сильвия Платт, Рабиндранат Тагор. Рисунки поэтов и писателей представляют большой интерес для исследователей их творчества, иногда дают ключ к тем мыслям, которые витали в голове автора при создании произведения. В США издано собрание грифонажных рисунков американских президентов.
Грифонаж является предметом нескольких научных исследований в области когнитивной психологии; в настоящее время эти исследования фокусируются на изучении сознательной и подсознательной активности рисующего и влиянии импровизационного рисования на улучшение памяти; в одной из статей анализируется связь явления с подсознательными мечтами или страхами человека. Учёный-психолог Джеки Арманд из Плимутского университета проводил эксперимент, целью которого было установить связь между созданием рисунков и запоминанием прослушиваемой лекции у студентов; согласно результатам проведённого эксперимента рисовавшие во время прослушивания лекции студенты запомнили на 29 % больше материала, чем не рисовавшие.